# Florent Avdyli
Florent Avdyli (Pristina, 10 de julio de 1993) es un futbolista kosovar que juega de centrocampista en el KF Teuta Durrës de la Superliga de Albania.

## Carrera deportiva
Avdyli comenzó su carrera deportiva en el KF Hajvalia de su país, en 2013, fichando en 2014 por el KF Fushë Kosova, abandonando el club en ese mismo año, rumbo al KF Feronikeli de la Superliga de Kosovo.
En febrero de 2015 fichó por el KF Trepça, permaneciendo hasta 2017 en el club, año en el que fichó por el KF Liria.
En 2018 abandonó Kosovo para fichar por KF Teuta Durrës de la Superliga de Albania.

## Clubes
| Club            | País    | Año         |
| --------------- | ------- | ----------- |
| KF Hajvalia     | Kosovo  | 2013 - 2014 |
| KF Fushë Kosova | Kosovo  | 2014        |
| KF Feronikeli   | Kosovo  | 2014 - 2015 |
| KF Trepça       | Kosovo  | 2015 - 2017 |
| KF Liria        | Kosovo  | 2017 - 2018 |
| KF Teuta Durrës | Albania | 2018 - Act. |

## Palmarés

### Títulos nacionales
| Título               | Club            | País    | Año  |
| -------------------- | --------------- | ------- | ---- |
| Superliga de Kosovo  | KF Feronikeli   | Kosovo  | 2015 |
| Copa de Kosovo       | KF Feronikeli   | Kosovo  | 2015 |
| Copa de Albania      | KF Teuta Durrës | Albania | 2020 |
| Supercopa de Albania | KF Teuta Durrës | Albania | 2020 |